# Большой земляной вьюрок
Большой земляно́й вьюро́к (лат. Geospiza magnirostris) — вид певчих птиц из семейства танагровых (Thraupidae). Выделяют два подвида. Эндемик Галапагосских островов.

## Описание

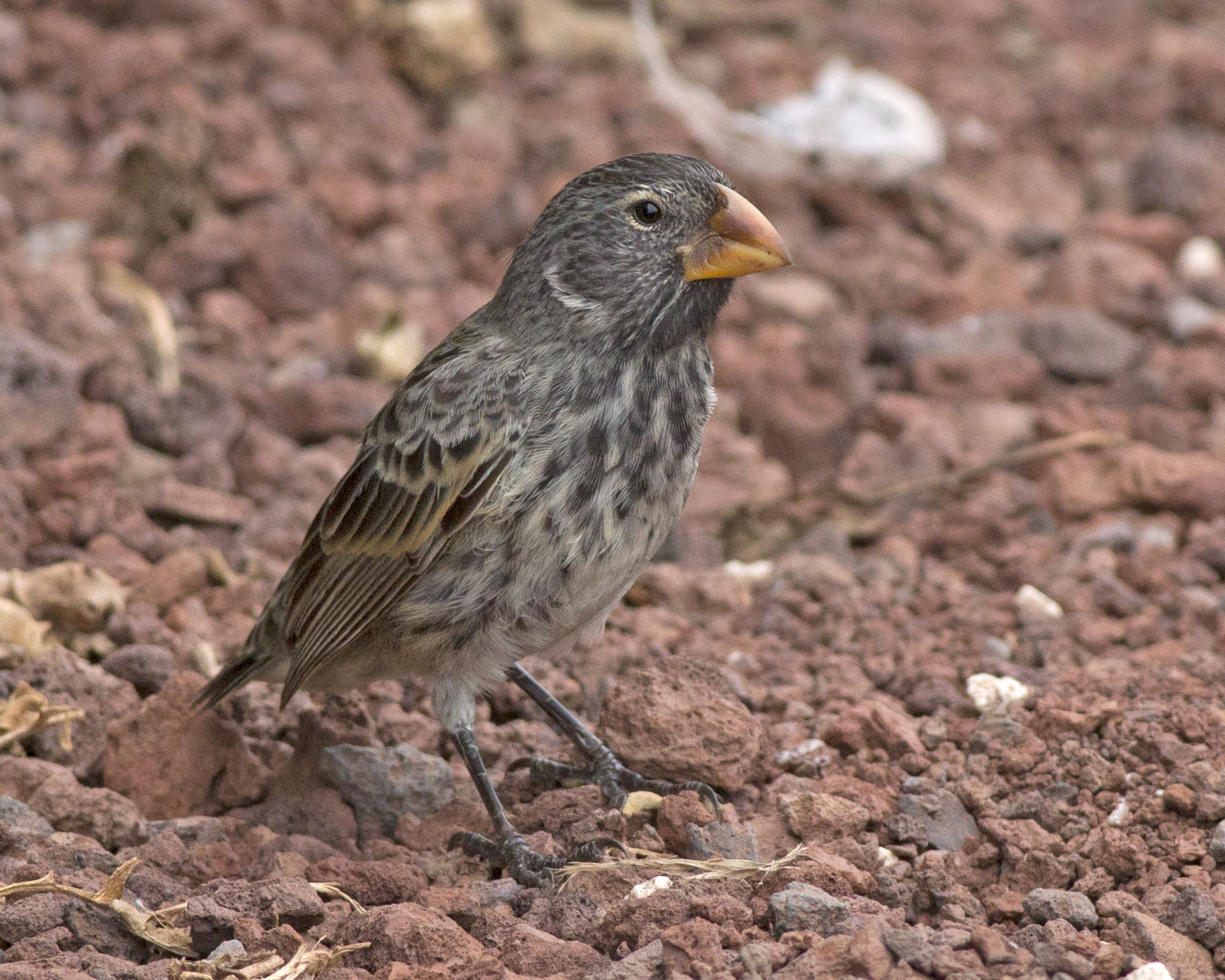
Самка

Большой земляной вьюрок является самым крупным представителем группы галапагосских вьюрков, достигает длины 15—16 см и массы от 27 до 39 г. Высота массивного клюва обычно равна длине клюва. Клюв настолько высокий, что кажется, что он захватывает всю голову, так что лба почти нет, и, таким образом, кажется, что клюв выходит прямо из темени. Выражен половой диморфизм. Самец почти полностью чёрный, со слегка коричневатыми крыльями и хвостом, нижние кроющие перья хвоста белые с небольшими черноватыми прожилками; радужная оболочка тёмная; клюв чёрный в период размножения, становится коричневым с оранжевым оттенком у основания и жёлтым на кончике в переходный период и оранжево-жёлтым вне периода размножения; ноги черноватые. Окраска оперения самки тёмно-коричневая с окантовкой от песочно-охристого до серого цвета, что придает птице чешуйчатый вид. Голова и грудь кажутся скорее полосатыми, окантовка расширяется и становится более светлой, а нижняя часть груди выглядит охристой. Окраска клюва тёмная с оранжевым оттенком у основания и жёлтым кончиком до полностью оранжево-жёлтого цвета (в зависимости от репродуктивного состояния птицы), ноги черноватые.

## Вокализация
Песня представляет собой повторение двух-трёх носовых нот «chzweee-chzwee». Ноты более низкие по тону, чем у Geospiza fortis, и произносятся медленнее. Позывки включают в себя пронзительное «tzeeeeppp». Параметры песни, по-видимому, ограничены размером клюва. У этого вида с очень крупным клювом частота трелей очень низкая и очень узкая полоса частот; из нескольких изученных вьюрков Дарвина большой земляной вьюрок имеет наибольшие ограничения в вокальных способностях.

## Места обитания и биология
Большой земляной вьюрок обитает в низменных засушливых районах с кустарниковыми зарослями. Встречается на высоте от уровня моря до высоты 930 м над уровнем моря. Питается крупными семенами, плодами и гусеницами. Имея столь крупный клюв, этот вид поедает семена с самой крупной и толстой скорлупой, в частности растений семейства Бурзеровые (Bursera graveolens).
На острове Хеновеса сезон размножения продолжается с января по май (начинается вскоре после первых дождей), за сезон может быть до четырёх кладок. Гнездо, сооружённое самцом, представляет собой сферу с боковым входом (ближе к верху), сделанную из сухой травы и другого растительного материала. В кладке четыре беловатых яйца с розоватыми или коричневыми пятнами; инкубационный период продолжается 10—14 (обычно 12) дней; птенцы оперяются через 13—15 дней (реже через 11—17 дней). Птенцов выкармливают членистоногими, фруктами и семенами.

## Подвиды
Выделяют два подвида:
- Geospiza magnirostris darwini Rothschild & Hartert, 1899 — острова Кулпеппер и Уэнмен
- Geospiza magnirostris magnirostris Gould, 1837 — на большинстве Галапагосских островов